# Walyunga-Nationalpark
Der Walyunga-Nationalpark (englisch Walyunga National Park) ist ein 18 Quadratkilometer großer Nationalpark in der Nähe von Perth in Western Australia, Australien.

## Lage
Der Park liegt am Avon River zwischen dem zehn Kilometer flussaufwärts gelegenen Avon-Valley-Nationalpark und der fünf Kilometer flussabwärts gelegenen Mündung in den Swan River. Von Perth gelang man über den Great Northern Highway und die Walyunga Road in den etwa 40 Kilometer entfernten Park.

## Geschichte
Auf dem Gebiet des Walyunga-Nationalparks lag eine der größten Aborigines-Siedlungen in der Region von Perth. Sie wurde noch bis ins späte 18. Jahrhundert bewohnt. Archäologische Funde belegen, dass dieses Gebiet bereits vor mindestens 6000 Jahren besiedelt wurde. Walyunga ist eine Bezeichnung der Aborigines, allerdings ist die genaue Bedeutung unklar. Das yunga könnte vom Namen des örtlichen Stamms der Nyoongar abgeleitet sein, Wal-yunga würde dann nördliche Nyoongar bedeuten. Ebenso ist es allerdings möglich, dass es so viel wie glücklicher Platz bedeutet.

## Park
Die Hauptattraktion des Parks ist der Avon River, der in diesem Gebiet den Gebirgszug der Darling Range durchschneidet und ein tiefes Tal geformt hat. Im Sommer findet man hier eine Reihe von ruhigen, wassergefüllten Becken. Im Winter hingegen schwillt der Avon River zu einem reißenden Fluss mit zahlreichen Stromschnellen an. Jedes Jahr im August findet dann das Avon Descent Race statt, bei dem mit Kanus der Avon River befahren wird.
Die steil aufragenden Felsen bestehen aus grauem Granit und gelegentlich aus dem dunkleren Dolerit, die höhergelegenen Schichten hingegen sind zumeist aus rotem Laterit.

## Flora und Fauna
Große Flooded Gums wachsen entlang des Flussufers und in den Überschwemmungsgebieten. Hier kann man bei niedrigem Wasserstand zahlreiche Entenarten, darunter Augenbrauenenten, Australenten und Australische Kasarkas, beobachten. An den Seiten des Tals gedeihen Wandoo-, Marri- und Powerbarkbäume. Auf dem Bergrücken der Darling Range finden sich hauptsächlich Jarrahwälder.